# Teniel Campbell
Teniel Campbell, née le 23 septembre 1997, est une coureuse cycliste trinidadienne. Championne des Caraïbes du contre-la-montre en 2016 et 2017 et sur route en 2017, elle remporte la médaillée d'or de la course sur route des Jeux d'Amérique centrale et des Caraïbes de 2018. Elle est la première cycliste trinidadienne à obtenir cette médaille lors de Jeux d'Amérique centrale et des Caraïbes.

## Biographie
En 2015, Teniel Campbell devient championne nationale junior de son pays en poursuite individuelle. L'année suivante, elle remporte les deux titres nationaux sur route sur la course en ligne et le contre-la-montre chez les élites, ainsi que la médaille d'or du contre-la-montre des championnats des Caraïbes en Martinique.
Aux Jeux d'Amérique centrale et des Caraïbes 2018 de Barranquilla, en Colombie, elle remporte une médaille de bronze sur la course scratch sur piste. Quelques jours plus tard, elle remporte l'or de la course en ligne sur route, une première pour une athlète trinidadienne. Sur le contre-la-montre, elle termine quatrième. En juin, elle se classe sixième du Diamond Tour, une course internationale organisée en Belgique. En fin de saison, elle se classe 49e sur 51 arrivées du championnat du monde sur route à Innsbruck.
Le 1er août 2018, elle reçoit un contrat de stagiaire avec l'équipe Cogeas-Mettler. Elle devient la première athlète originaire de Trinité-et-Tobago engagée avec une équipe UCI. En décembre 2018, elle est récompensée dans son pays d'origine par le prix « Future is female » de la fédération nationale des sports.
Sur la sixième étape du Tour de l'Ardèche, au kilomètre trente, un groupe de onze coureuses sort. Teniel Campbell s'impose au sprint.

## Palmarès sur route

### Par années
- 2014
  - 2e du championnat de Trinité-et-Tobago du contre-la-montre juniors
  - 2e du championnat de Trinité-et-Tobago sur route juniors
- 2015
  -  Championne de Trinité-et-Tobago du critérium juniors
- 2016
  -  Championne des Caraïbes du contre-la-montre
  -  Championne de Trinité-et-Tobago sur route
  -  Championne de Trinité-et-Tobago du contre-la-montre
  -  Championne de Trinité-et-Tobago du critérium
- 2017
  -  Championne des Caraïbes sur route
  -  Championne des Caraïbes du contre-la-montre
  -  Championne de Trinité-et-Tobago du critérium
- 2018
  -  Médaillée d'or de la course sur route des Jeux d'Amérique centrale et des Caraïbes
- 2019
  -  Championne panaméricaine sur route espoirs
  -  Championne panaméricaine du contre-la-montre espoirs
  - 2e étape du Tour de Thaïlande
  - Kreiz Breizh Elites :
    - Classement général
    - 1re et 2e étapes

  - 2e du Grand Prix de Chambéry
  - 2e du Tour de Thaïlande
  -  Médaillée d'argent de la course en ligne aux Jeux panaméricains
  -  Médaillée d'argent du contre-la-montre aux Jeux panaméricains
  -  Médaillée de bronze du championnat panaméricain sur route
  - 10e du championnat du monde de relais mixte[5]
- 2020
  - 3e du Tour de la Communauté valencienne
- 2021
  - 6e étape du Tour cycliste féminin international de l'Ardèche
  -  Médaillée d'argent du championnat panaméricain sur route
- 2022
  -  Championne des Caraïbes du contre-la-montre
  -  Championne de Trinité-et-Tobago sur route
  -  Championne de Trinité-et-Tobago du contre-la-montre
- 2024
  -  Championne de Trinité-et-Tobago sur route
  -  Championne de Trinité-et-Tobago du contre-la-montre
- 2025
  - 2e du Grand Prix Yvonne Reynders
  -  Médaillée de bronze du championnat panaméricain sur route
  -  Médaillée de bronze du championnat panaméricain du contre-la-montre

### Résultats sur les grands tours

#### Tour de France
1 participation
- 2023 : 99e

#### Tour d'Espagne
1 participation
- 2024 : 83e

### Classements mondiaux
| Année                                 | 2018 | 2019 | 2020 | 2021 | 2022 | 2023 | 2024 |
| ------------------------------------- | ---- | ---- | ---- | ---- | ---- | ---- | ---- |
| Classement UCI                        | 229e | 33e  | 111e | 120e | 265e | 577e | 299e |
| UCI World Tour                        | 274e | nc   | 179e | 175e | 191e | 329e | 281e |
|                                       |      |      |      |      |      |      |      |
| Légende : nc = non classéSource : UCI |      |      |      |      |      |      |      |

## Palmarès sur piste

### Championnats panaméricains
- Lima 2022
  -  Médaillée d'or de la course aux points
  -  Médaillée d'argent de la poursuite individuelle
  -  Médaillée de bronze de la course à l'élimination
- Asuncion 2025
  -  Médaillée d'or de la course aux points
  -  Médaillée de bronze de l'élimination
  - Quatrième de la poursuite individuelle[6].
  - Quatrième de la course à l'américaine (avec Alexi Ramirez)[7].

### Jeux d'Amérique centrale et des Caraïbes
- Barranquilla 2018
  -  Médaillée de bronze de la poursuite individuelle
  -  Médaillée de bronze de la course scratch
  -  Médaillée de bronze de l'omnium